# Jordi Rubió i Balaguer

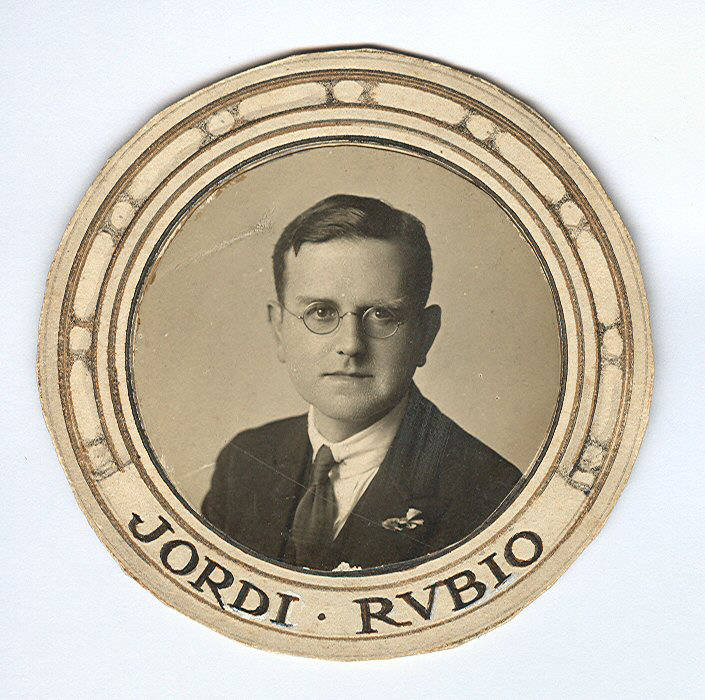
Jordi Rubió i Balaguer

Jordi Rubió i Balaguer (* 30. Januar 1887 in Barcelona; † 25. Juli 1982 ebenda) war ein spanischer Bibliothekar, Romanist und Katalanist.

## Leben und Werk
Jordi Rubió i Balaguer, Sohn des Altphilologen und Romanisten Antoni Rubió y Lluch, studierte in Barcelona und wurde in Madrid promoviert mit der Arbeit Consideraciones generales acerca de la historiografía catalana medio-eval y en particular de la crónica de Desclot. Von 1911 bis 1913 war er Spanischlektor an der Universität Hamburg.
Er war von 1914 bis 1919 der erste Leiter der Biblioteca de Catalunya. 1919 wurde er Professor für Spanische Literatur an der Universität Barcelona, 1925 (als Nachfolger seines Vaters) Professor für Katalanische Literatur an den 1903 gegründeten Estudis Universitaris Catalans, einer universitären Einrichtung außerhalb der Universität Barcelona, da letztere die Lehre des Katalanischen verweigerte. Ab 1931 lehrte er an der Universitat Autònoma de Barcelona, wurde aber 1939 von der katalanischfeindlichen Franco-Diktatur aus seinem Amt entfernt und übernahm die Leitung der Enciclopedia Salvat. Von 1968 bis 1970 war er Leiter des Institut d’Estudis Catalans.
Nach seinem Tod wurden Rubiós gesammelte Werke in 14 Bänden herausgegeben.
Rubió war Mitglied der Acadèmia de Bones Lletres de Barcelona (1957). Er erhielt zahlreiche Preise und Orden.
Die Bibliothekarsschule Escola Universitària Jordi Rubió i Balaguer de Biblioteconomia i Documentació an der Universität Barcelona trägt seinen Namen.

## Werke (Auswahl)
- (Übersetzer) Ludwig Pfandl,  Historia de la literatura nacional española en la Edad de Oro, Barcelona 1933, 1952 (deutsches Original: Geschichte der spanischen Nationalliteratur in ihrer Blütezeit, Freiburg 1929)
- La cultura catalana, Barcelona 1964

### Postum
- Obres de Jordi Rubió i Balaguer, Montserrat/Barcelona 1984–2004 (Gesammelte Werke in 14 Bänden)
  - Història de la literatura catalana, 3 Bde., 1984–1986 (1, 3, 5)
  - Ramon Llull i el lul·lisme, 1985 (2)
  - Vida española en la época gótica, 1985 (4)
  - Història i historiografia, 1987 (6)
  - Imprenta i llibreria a Barcelona, 1986
  - Il·lustració i Renaixença,  1989 (7)
  - Humanisme i Renaixement, 1990 (8)
  - Mestres, companys i amics, 1991 (9)
  - Estudis de literatura catalana, 1992 (10)
  - Llibreters i impressors a la corona d’Aragó,  1993 (11)
  - Sobre biblioteques i biblioteconomia, 1995 (12)
  - Obra dispersa, 1999 (13)
  - Índexs de les obres de Jordi Rubió i Balaguer, 2004 (14)